# Opończyk

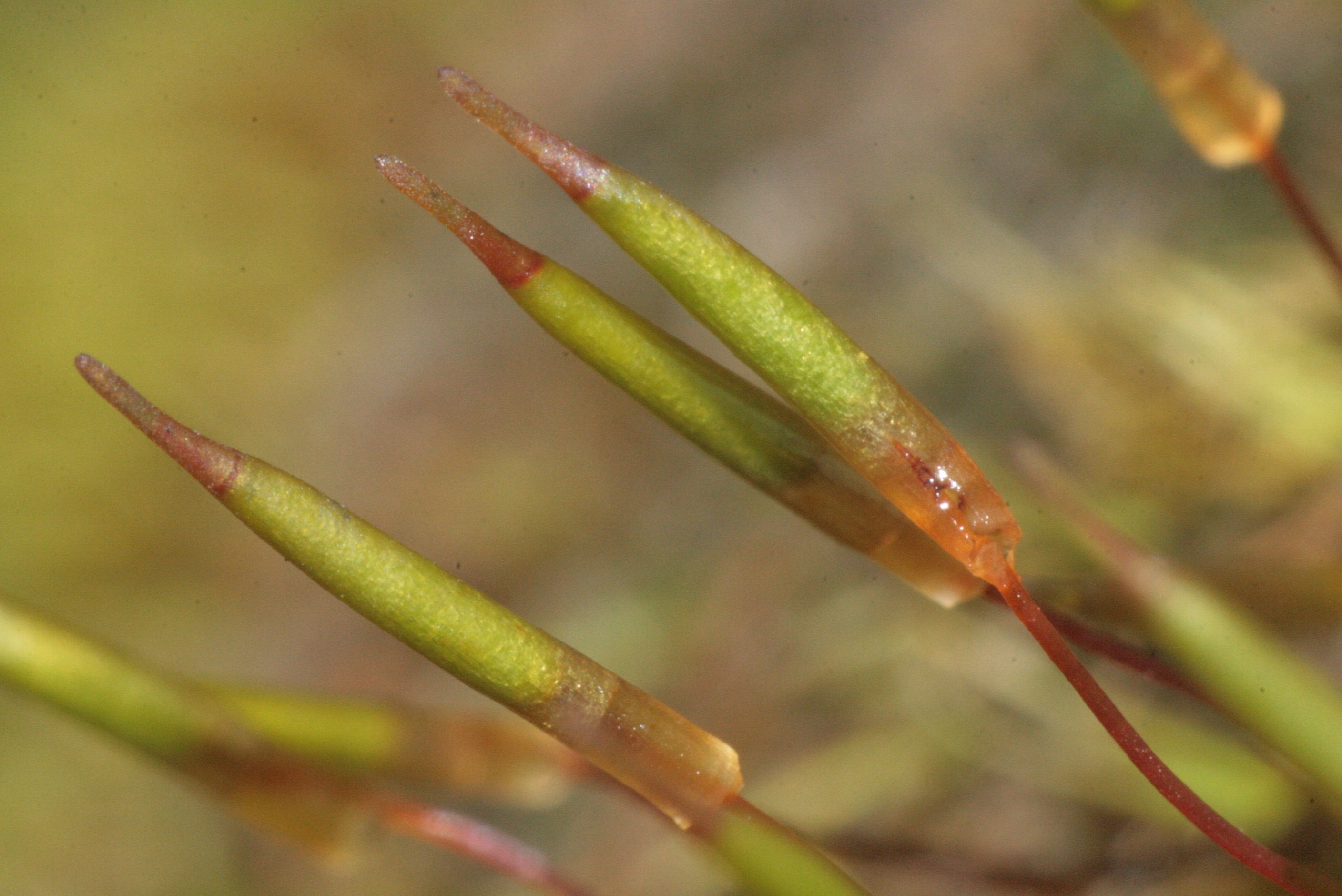
Opończyk krętozarodniowy – zarodnie w czepkach

Opończyk (Encalypta) – rodzaj mchów (prątników) z rodziny opończykowatych Encalyptaceae. Obejmuje 33–40 gatunków. Rośliny te występują w większości na półkuli północnej, ale kilka gatunków jest szeroko rozprzestrzenionych na obszarach górskich, rosnąc na wszystkich kontynentach (w tym także na Antarktydzie) i większych wyspach oceanicznych. W Polsce rośnie 7 gatunków z tego rodzaju. Są to mchy naskalne, tworzące zbite darnie, rosnące w szczelinach skał wapiennych i bezwapiennych, także na murach.

## Morfologia
GametofitRośliny jednopienne, rzadko dwupienne. Tworzą często zbite darnie, niebieskozielone, matowe. Łodyżki w dole pokryte chwytnikami, w przekroju trójkątne lub pięciokątne, gęsto ulistnione. Listki wyrastają w 5 lub 8 szeregach, językowate, zakończone tępo lub z wyciągniętym żebrem. Komórki u nasady liścia hyalinowe (przejrzyste), prostokątne, poza tym sześcioboczne, silnie brodawkowate. Listki z wyraźnym żebrem, na brzegu płaskie lub podwinięte. W stanie suchym wzniesione i zwykle skręcone, w stanie wilgotnym mniej lub bardziej rozpostarte.
SporofitSeta wyrasta ze szczytu łodyżek gametofitu, jest prosto wzniesiona, ma zróżnicowaną długość i barwę od czerwonej, przez brązową do czarnej. Zarodnia walcowata, prosto wzniesiona, gładka lub bruzdowana podłużnie, rzadziej spiralnie. Czepek okazały, zakrywający całą zarodnię. Wieczko z prostym i długim dzióbkiem na szczycie, odpada wraz z czepkiem. Perystom pojedynczy lub podwójny. Jego zęby są płaskie, często też żeberkowane i brodawkowane.

## Systematyka
Jeden z dwóch rodzajów z rodziny opończykowatych Encalyptaceae Schimp. z monotypowego rzędu opończykowców Encalyptales.
Wykaz gatunków
- Encalypta affinis R. Hedw. – opończyk szyjkowaty
- Encalypta alpina Sm. – opończyk alpejski
- Encalypta armata Broth. ex Dusén
- Encalypta asiatica J.C. Zhao & L. Li
- Encalypta asperifolia Mitt.
- Encalypta brevicollis (Bruch & Schimp.) Ångström
- Encalypta brevipes Schljakov
- Encalypta buxbaumioidea T. Cao, C. Gao & X.L. Bai
- Encalypta ciliata Hedw. – opończyk orzęsiony
- Encalypta cirrata (Hedw.) Sw.
- Encalypta cuspidata Bruch & Schimp. ex Müll. Hal.
- Encalypta daviesii (Dicks. ex With.) Sm.
- Encalypta flowersiana D.G. Horton
- Encalypta hedbergii P. de la Varde
- Encalypta leiomitra (Kindb.) Kindb.
- Encalypta longicollis Bruch
- Encalypta microphylla Nees & Hornsch.
- Encalypta microstoma Bals.-Criv. & De Not. – opończyk wąskootworowy
- Encalypta mutica I. Hagen
- Encalypta novae-valesiae Hampe
- Encalypta obovatifolia Nyholm
- Encalypta obtusata Cardot & Broth.
- Encalypta patagonica Broth.
- Encalypta peruviana Broth.
- Encalypta pilifera Funck
- Encalypta procera Bruch
- Encalypta rauhii Buchloh
- Encalypta rhaptocarpa Schwägr. – opończyk bruzdowany
- Encalypta sandwicensis Sull.
- Encalypta serbica Katić
- Encalypta sibirica (Weinm.) Warnst.
- Encalypta sinica J.C. Zhao & Li Min
- Encalypta spathulata Müll. Hal.
- Encalypta streptocarpa Hedw. – opończyk krętozarodniowy
- Encalypta texana Magill
- Encalypta tianschanica J.C. Zhao, S. He & R.L. Hu
- Encalypta tibetana Mitt.
- Encalypta vittiana D.G. Horton
- Encalypta vulcanica Müll. Hal.
- Encalypta vulgaris Hedw. – opończyk szczypcowy